# Woźniaków
Woźniaków – wieś w Polsce położona w województwie łódzkim, w powiecie kutnowskim, w gminie Kutno.
W latach 1975–1998 miejscowość administracyjnie należała do województwa płockiego.
We wsi znajduje się Parafia św. Michała Archanioła w Kutnie oraz tartak.